# Rhizedra nervosa
Rhizedra nervosa är en fjärilsart som beskrevs av Barend J. Lempke 1965. Rhizedra nervosa ingår i släktet Rhizedra och familjen nattflyn. Inga underarter finns listade.